# 乞食学生 (オペレッタ)
『乞食学生』（こじきがくせい、ドイツ語: Der Bettelstudent）は、カール・ミレッカーによるオペレッタ。1882年12月6日にアン・デア・ウィーン劇場で初演された。台本はフリードリヒ・ツェル（Friedrich Zell）とリヒャルト・ジュネによるもので、エドワード・ブルワー＝リットンの『リヨンの淑女』 (The Lady of Lyons) とヴィクトリアン・サルドゥの『フェルナンドの結婚』 (Les Noces de Fernande) の二つの戯曲を下敷きにしている。

## 解説
ザクセン選帝侯フリードリヒ・アウグスト1世が、「アウグスト2世」としてポーランド王位に就いていた時代の話である。このオペレッタは、ザクセンのポーランド支配に対するポーランド人の抵抗を題材に扱った作品である。劇の主人公は、スウェーデンの支援によってアウグスト2世を追い落としてポーランド王となったスタニスワフ・レシチニスキの士官である。
台本は、同じ作家陣による『ヴェネツィアの一夜』と同時期に用意された。ミレッカーが『乞食学生』を選択したため、ヨハン・シュトラウス2世が『ヴェネツィアの一夜』を選択したという。『ヴェネツィアの一夜』が台本の拙劣さのせいで伸び悩んだのに対し、『乞食学生』は空前の大成功を収めた。ドイツ人が悪役に回る物語がドイツ圏のウィーンで制作されたことになるが、オーストリアは、ポーランドを巡ってザクセンとその同盟国であるプロイセンと仇敵の関係だった。そのため、ポーランド人がザクセンの圧政を打ち破るという物語が、ウィーン市民を喜ばせたのだと考えられる。なお、現在ではこうした国家間のわだかまりはほとんど拭い去られ、2013年、メルビッシュ湖上音楽祭の総監督に就いたザクセン出身のダグマール・シェレンベルガーは、就任最初の上演作品に本作を選んだ。

## 物語
全3幕。

### 第1幕
牢獄の中庭に女たちが集まり、ザクセンに抵抗し政治犯として収監されている夫たちに面会させよと要求している。看守エンテリヒは賄賂をもらい、夫たちを妻たちに会わせようとする。そこにクラクフの司政長官オレンドルフがやってくるとの知らせが来たので、囚人たちを急いで牢獄に戻す。
オレンドルフは牢獄の視察に来たわけではなく、別の私的な目的であった。オレンドルフはある伯爵夫人の娘ラウラに惚れていたが、先日の夜、彼女に肩越しに接吻しようとして扇子で叩かれ、恥をかかされていた。伯爵夫人はオレンドルフとザクセンの兵士たちをからかい、ラウラに相応しいのはポーランドの王太子だけだと言い放ったのだ。そこでオレンドルフは、ラウラ一家に仕返しをしようと思い、囚人の乞食学生シモンを「ヴィビッキー王太子」として立派な服装をさせて牢獄から出す。さらに、もう一人の政治犯ヤンもシモンの従者として釈放する。オレンドルフがシモンを裕福な王子として伯爵夫人母娘に紹介したところ、シモンはラウラに魅了され、伯爵夫人もシモンを気に入りラウラの婿にしたいと言う。また、従者に扮するヤンはラウラの妹ブロニスァヴァと恋に陥る。

### 第2幕
シモンとラウラの婚礼の準備が行われる。もともと牢獄から解放されるためにオレンドルフの奸計に乗ったシモンであったが、本当にラウラを愛してしまっていることを自覚し、茶番劇を続けることを躊躇する。そこでシモンは、本当のことを手紙に書いてラウラに届けようとする。そのことを知ったオレンドルフは手紙を届かないようにし、シモンとラウラの結婚式が執り行われることになる。他方、ヤンとブロニスァヴァも互いに愛を確かめあう。
革命軍を率いるポーランド人のリーダーであるアダム公爵が、ノヴァルスカ城の伯爵夫人のもとに変装して逗留しているとの情報を掴んだオレンドルフは、ヤンに公爵のスパイをするよう命じる。シモンとラウラの結婚式が進行するが、エントリヒや囚人たちがシモンを囚人仲間の乞食学生だと歓迎する。結婚式に参列した人々は去り、シモンは追放される。オレンドルフの作戦は成功したかに見えた。

### 第3幕
ノヴァルスカ城の庭園でヤンはシモンに会い、一計を案ずる。シモンはアダム公爵に扮してオレンドルフのもとへ行く。オレンドルフはシモン扮するアダム公爵を収監する。公爵を手もとに監禁していると思っているオレンドルフは、ポーランド人の反乱を知らされても自身の身の安全を信じている。そこへ本物の公爵――シモンの従者役だったヤンその人である――が進軍してやって来る。ヤン（アダム公爵）はシモンを伯爵に叙し、これによりシモンはラウラと釣り合う身分となる。ヤンはオレンドルフを伯爵夫人の個人的な捕虜とするよう宣告する。かくして、3組のカップルが成立し、ポーランドの明るい未来が約束される。